# Umberto Bucci
Umberto Bucci (Napoli, 22 maggio 1877 – Bari, 2 gennaio 1950) è stato un ammiraglio e politico italiano.

## Biografia
Ammesso dodicenne alla Regia Accademia Navale di Livorno (3 novembre 1889), imbarcato per la prima volta pochi mesi dopo  sulla corazzata Vittorio Emanuele (6 luglio 1890), non ancora diciottenne consegue il grado di guardiamarina, comandato in servizio allo Stato maggiore generale della Regia Marina. Nel corso della sua carriera ha comandato la scuola meccanici di Castellammare di Stabia, presieduto la Commissione piroscafi di Napoli ed è stato capo di Stato maggiore del comando in capo del dipartimento della Marina del basso Tirreno.
Al Ministero della marina, cui viene assegnato a partire dal 1912, ha ricoperto gli incarichi di direttore della divisione Servizio militare, Direttore Generale C.R.E., Capo di gabinetto del ministro, Direttore generale del personale e dei servizi militari, presidente della commissione di collaudo degli incrociatori.
Ha comandato i dipartimenti della marina del Tirreno e dello Jonio e basso Adriatico ed è stato istruttore al Tribunale militare di Roma. Ha inoltre fatto parte del comitato degli ammiragli.
Nominato senatore nel 1939 è stato dichiarato decaduto dall'Alta corte di giustizia per le sanzioni contro il fascismo con sentenza del 19 dicembre 1945, confermata dalla Cassazione l'8 luglio 1948.